# SEX -virgin killer-
SEX -virgin killer- es una banda de rock perteneciente a la escena estética Visual kei. Formada en Tokio, Japón a mediados de 2006. Muy populares por sus canciones rápidas con una mezcla entre Rock, Punk y Power Metal, sus peinados característicos de las primeras bandas de Visual kei de principios de los 80's y sus shows en vivo dónde prenden fuego guitarras y escupen fuego a banderas que dicen SEX utilizando como combustible una botella de Jack Daniel's. Su popularidad incrementó velozmente después de lanzar su primer Demo titulado Vagina Fucker meses después de haber sido formada la banda. Se limitó a 3000 copias, las cuales todas fueron vendidas.

## Musicalmente

### Comienzos
Luego de presentar a la banda recién formada en vivo en una extensa gira local que comienza a principios de julio, se deciden a entrar al estudio y lanzan en 2006 su primer Demo tape Vagina Fucker. Que contenía solamente la canción homónima, la información de contacto de la banda, dirección de Sitio web y correo electrónico. Su claro sonido Punk combinado con melodías propias de bandas de la época como X japan, hacen que el público empiece a notar que comienza a surgir una nueva banda influenciada por la movida Visual kei de hace 20 años atrás. Al ver el increíble éxito de este Demo, deciden doblar la apuesta. Comienzan entonces otro tour presentando el demo y deciden a principios de 2007 lanzar su primer video promocional, de la canción hímno Vagina Fucker, el cual sólo se distribuyó en un concierto en vivo el 14 de julio de 2007. La banda entonces entra en un pequeño receso, dónde comienzan a ser entrevistados por revistas y radios locales. Al ver que la banda comenzaba a atraer bastante público en las actuaciones en vivo, deciden seguir componiendo canciones sin desviarse del sonido Punk que los estaba empezando a caracterizar en esa época. Es así que meses después entran al estudio para grabar lo que sería su segundo corte y video promocional. To the Last Drop of my Blood, que de manera indiscriminada los empezaría a apuntar al mercado global, gracias al estilo radical y la gran performance que mostraban en tal video.

### To the Last Drop of my Blood
To the Last Drop of my Blood (Hasta la última gota de mi sangre) es el segundo video promocional de la banda nipona. Edición gratuita limitada a 2000 copias, las cuales se hicieron 1000 copias en VHS y 1000 en DVD. Se podía mandar a la banda la dirección de la persona que lo quisiera tener por correo electrónico y ellos mismos se encargaban de enviarlo, sólo pagando el envío de la copia. Se agotó en cuestión de semanas. En él se muestra mucho el estilo de vida de los Punkers y Visuales en Japón. Causó mucha conmoción, ya que de manera subliminal, muestran actos de violencia e incitan al sexo. Actos como romper parabrisas con palos de golf, prender fuego trapos, guitarras, y hasta a ellos mismos. Caminar por las calles con vestimentas propias del Visual kei, etc. Tuvo gran repercusión, y es una de las canciones más representativas de la banda.

### Actualmente
El 7 de marzo de 2008 lanzan su primer EP, titulado SEX or DIE, para el cual empezaron a trabajar bajo el sello discográfico PLAY FAST. Tuvo gran aceptación por el público y la prensa, ya que se diferencian mucho a las bandas del mismo estilo de música.
El 25 de septiembre de 2009 lanzarían su primer  Sencillo titulado 0, contiene 3 canciones. Luego del lanzamiento de este sencillo, la banda se separa completamente, quedando el único integrante original el vocalista y guitarrista masa.
A principios de 2010 masa consigue miembros soporte, y tras varias presentaciones acústicas, vuelven a los escenarios a mediados de año para presentar las canciones de su primer EP y el sencillo "0". El nombre del tour es VIRGIN BLOODY TOUR y su última fecha sería el 31 de octubre, junto a la popular banda Punk Meaning

### Miembros
- masa Voz y Guitarra
- Tozie Comedy Guitarra

Batería (Soporte)
Bajo (Soporte

### Exmiembros
- EL Guitarra (Inicios-2010)
- GAKI Bajo (Inicios-2010)
- Die-Decontrol Dai-chan Batería(Inicios-2008)
- Drop Dead Mad Mammy Ken-chan Batería (2008-2010)

## Discografía
- Vagina Fucker (2006)
- Vagina Fucker DVD (2007)
- To the Last Drop of my Blood DVD (2007)
- SEX or DIE (2008)
- 0 (2009)